# ألان ويست
ألين ويست (بالإنجليزية: Allen West) مواليد 7 فبراير 1961 في أتلانتا، جورجيا، الولايات المتحدة، هو سِياسي أمريكي وعضو سابق في مجلس النواب الأمريكي. وهو كولونيل مُتقاعد من الجيش الأمريكي، وعضو بالحزب الجمهوري.
عُرف عنه معاداته للإسلام، وسَيره على خُطى شارل مارتيل في معركة بلاط الشهداء، في الدفاع عن الحضارة الغربية ضِد التهديدات الإسلامية في الشرق الأوسط.